# دنیل پیج
دنیل پیج (سیریلیک صربی: Данијел Никол Пејџ؛ زادهٔ ۱۴ نوامبر ۱۹۸۶) بازیکن بسکتبال زن اهل ایالات متحده آمریکا است.
از باشگاه‌هایی که در آن بازی کرده‌است می‌توان به اشاره کرد.
وی در مسابقات کشوری و بین‌المللی در مجموع برندهٔ ۱ مدال طلا، ۱ مدال برنز شده‌است.